# ديفيد ريبيرو
ديفيد ريبيرو هو لاعب كرة قدم برازيلي في مركز الوسط، ولد في 23 أبريل 1998 في ساو فيسنتي في البرازيل. لعب مع نادي ساو باولو.

## وصلات خارجية
- ديفيد ريبيرو على موقع قاعدة بيانات كرة القدم.إي يو (الإنجليزية)
- ديفيد ريبيرو على موقع Soccerway.com (الإنجليزية)